# Кологривов, Василий Алексеевич
Васи́лий Алексе́евич Кологри́вов (1827 — 1874) — музыкальный деятель, один из учредителей Русского музыкального общества.

## Биография
Происходил из старинного дворянского рода Кологривовых. Родился в 1827 году.
В 1837 году поступил на юридический факультет Императорского Санкт-Петербургского университета. Брал уроки игры на виолончели у К. Б. Шуберта.
Служил в канцелярии санкт-петербургского гражданского губернатора. Был большим любителем музыки. В 1840—1850-х годах состоял членом Симфонического общества и несколько лет — инспектором оркестров петербургских Императорских театров. На этой должности весьма способствовал повышению уровня русской оперы. Кроме того, занимался организацией общедоступных концертов в Михайловском манеже.
Находясь в дружеских отношениях с А. Г. Рубинштейном, стал одним из учредителей Русского музыкального общества и Санкт-Петербургской консерватории. Входил первый комитет директоров РМО (1859—1869), состоял помощником председателя его петербургского отделения, а также инспектором Санкт-Петербургской консерватории (1862—1866).
В 1869 году переехал в Киев в связи с назначением чиновником особых поручений при киевском генерал-губернаторе А. М. Дондукове-Корсакове. Принял деятельное участие в работе киевского отделения РМО, ходатайствовал о безвозмездной передаче отделению дома с участком на Подоле, для строительства здания Киевского музыкального училища.
Умер в Киеве 7 (19) августа 1874 года.